# Miapolis
Miapolis là một dự án nhà chọc trời được đề xuất xây dựng trên đảo Watson ở Miami, Florida. Nếu được chấp thuận, xây dựng và hoàn thiện thì tòa nhà này sẽ có chiều cao 975 mét với 160 tầng, vượt qua tòa nhà Burj Khalifa ở Dubai để trở thành tòa nhà cao nhất thế giới.

## Thông tin dự án
Dự án có tổng mức đầu tư ước tính 22 tỷ đô la Mỹ và bao gồm một công viên giải trí, một trung tâm thương mại, một tháp quan sát, một sảnh có thể xoay tròn, trung tâm mua sắm, các nhà hàng, các căn hộ, văn phòng làm việc, một khách sạn được xây trên diện tích 28 mẫu Anh (11 ha) site. Dự án có 1000 đơn vị nhà ơ và tạo 46.000 việc làm trong thời gian xây dựng và mang lại 35.000 việc làm thường xuyên cho Miami. Dự án này cũng giúp trả món nợ 39 triệu đô la Mỹ của Jungle Island.
Guillermo Socarras, người đề xuất dự án Miapolis, hiện đang đàm phán với Cục hàng không Liên bang (Federal Aviation Administration) để phê chuẩn chiều cao tòa tháp và hy vọng có thể tạo một vùng cấm bay trên South Beach và Cảng Miami.
Dự án đã nổi bật trên trang Forbes.com và đã thu hút sự chú ý và tham vọng thu hút tham gia của các nhà đầu tư.